# Lola Tortosa Gimeno
Lola Tortosa Gimeno   (Torre d'en Lloris, 25 de setembre de 1943 - Xàtiva, 20 de juliol de 2024), també coneguda amb el sobrenom de «La de la Torre», va ser una cantadora amb una veu potent i càlida de cant d'estil valenciana.

## Biografia
A la dècada del 1970 va entrar a formar part del grup Sarau, on va coincidir amb Pep Gimeno «Botifarra». Ambdós cantants van travar una bona amistat i les seves veus es van acoblar, tant en els nombrosos concerts que van protagonitzar com en diversos enregistraments, fins que el 2014 La de la Torre va anunciar la seva retirada dels escenaris.
Tortosa no dubtava a afirmar que el seu millor record artístic va ser la presentació del disc Si em pose a cantar cançons (Cambra Records, 2006) de Pep Botifarra al Gran Teatre de Xàtiva. A més, també va estar vinculada als Xirimiters de Castelló de la Ribera, amb els quals va recórrer nombrosos pobles per a interpretar, especialment, albaes.